# Slivje, Krško
Slivje so naselje v Občini Krško.